# Кондрашёв, Александр Петрович
Александр Петрович Кондрашёв (1921—1982) — полковник Советской Армии, участник Великой Отечественной войны, Герой Советского Союза (1944).

## Биография
Александр Кондрашёв родился 25 декабря 1921 года в селе Андреевское (ныне — Подольский район Московской области). После окончания семи классов школы и школы фабрично-заводского ученичества работал токарем на заводе в Подольске, одновременно учился в Подольском аэроклубе. В 1941 году Кондрашёв был призван на службу в Рабоче-крестьянскую Красную Армию. В 1942 году он окончил Качинскую военную авиационную школу лётчиков. С октября того же года — на фронтах Великой Отечественной войны. Принимал участие в боях на Северо-Западном, Брянском, 1-м и 2-м Прибалтийских, 3-м и 1-м Белорусских фронтах.
К марту 1944 года гвардии капитан Александр Кондрашёв был заместителем командира эскадрильи 66-го гвардейского истребительного авиаполка 4-й гвардейской истребительной авиадивизии 1-го гвардейского истребительного авиационного корпуса 3-й воздушной армии 1-го Прибалтийского фронта. К тому времени он совершил около 100 боевых вылетов, принял участие в 35 воздушных боях, сбив 15 самолётов противника (по данным наградного листа), но по данным исследования М. Ю. Быкова к тому времени на его боевом счету были 11 личных и 2 групповых победы.

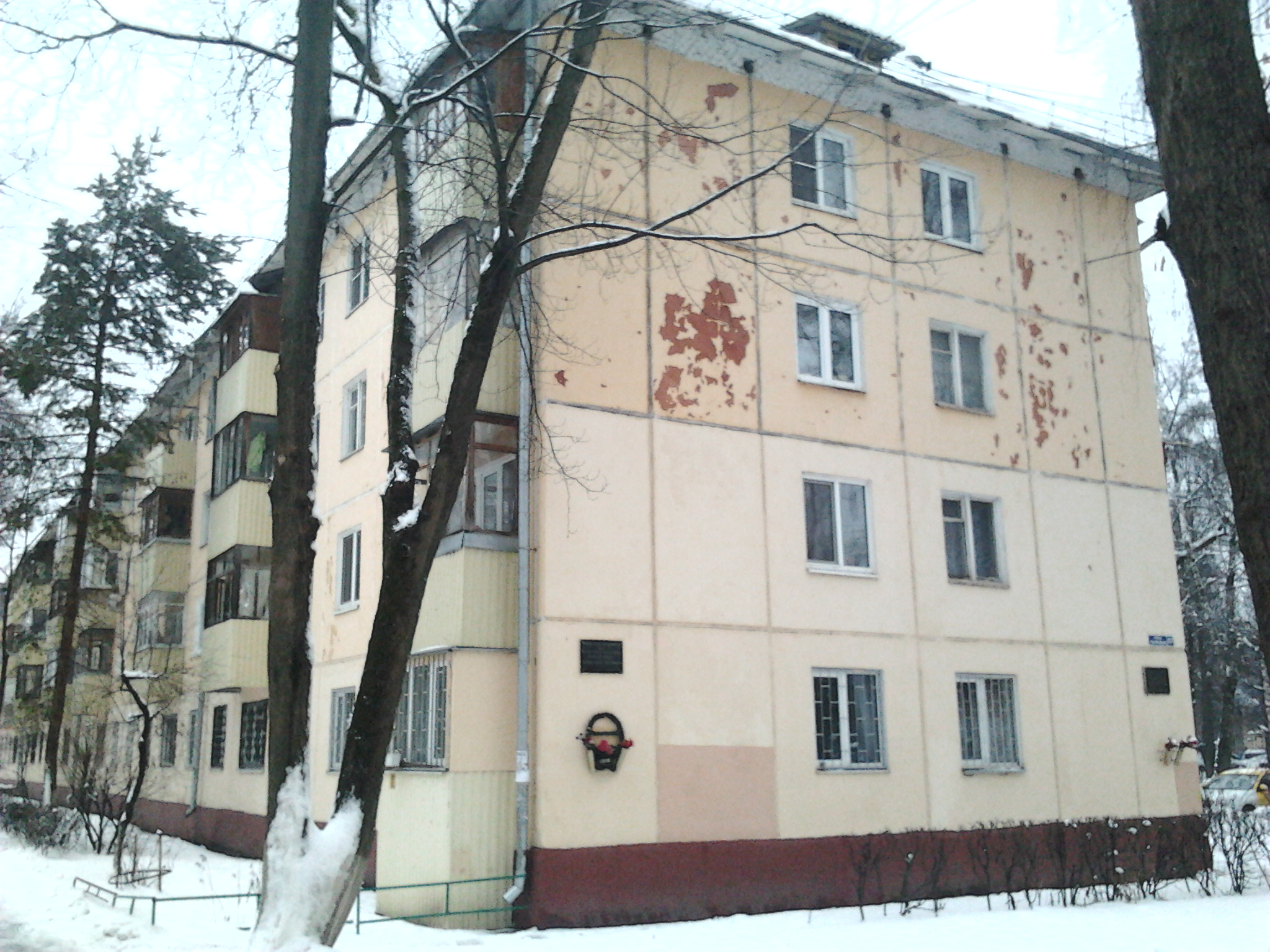
Подольск, ул. Парковая, 57. В этом доме с 1961 по 1982 год жил А. П. Кондрашёв

Указом Президиума Верховного Совета СССР от 1 июля 1944 года за «образцовое выполнение боевых заданий командования на фронте борьбы с немецкими захватчиками и проявленные при этом мужество и героизм» гвардии капитан Александр Кондрашёв был удостоен высокого звания Героя Советского Союза с вручением ордена Ленина и медали «Золотая Звезда» за номером 3923.
Всего же за время войны Кондрашёв участвовал в 70 воздушных боях, сбив 15 вражеских самолётов лично и ещё 2 — в составе группы. После окончания войны он продолжил службу в Советской Армии. В 1945 году он окончил Высшие офицерские лётно-тактические курсы. В 1960 году в звании полковника Кондрашёв был уволен в запас. Вернулся в Подольск, работал аппаратчиком на местном химико-металлургическом заводе. Скончался 20 декабря 1982 года, похоронен на подольском кладбище «Красная Горка».
Был также награждён тремя орденами Красного Знамени, орденом Александра Невского, двумя орденами Отечественной войны 2-й степени, двумя орденами Красной Звезды, рядом медалей.